# Jatropha cuneata
Jatropha cuneata är en törelväxtart som beskrevs av Ira Loren Wiggins och Reed Clark Rollins. Jatropha cuneata ingår i släktet Jatropha och familjen törelväxter. Inga underarter finns listade i Catalogue of Life.

## Bildgalleri

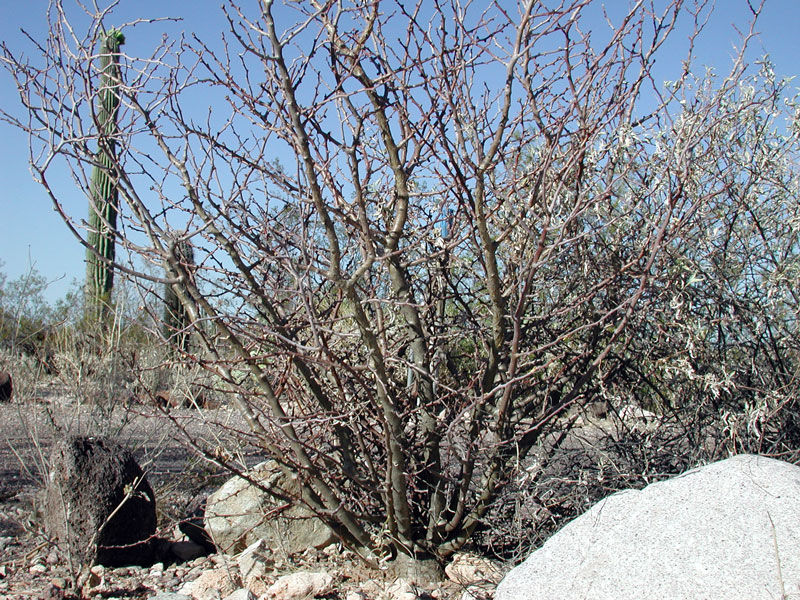
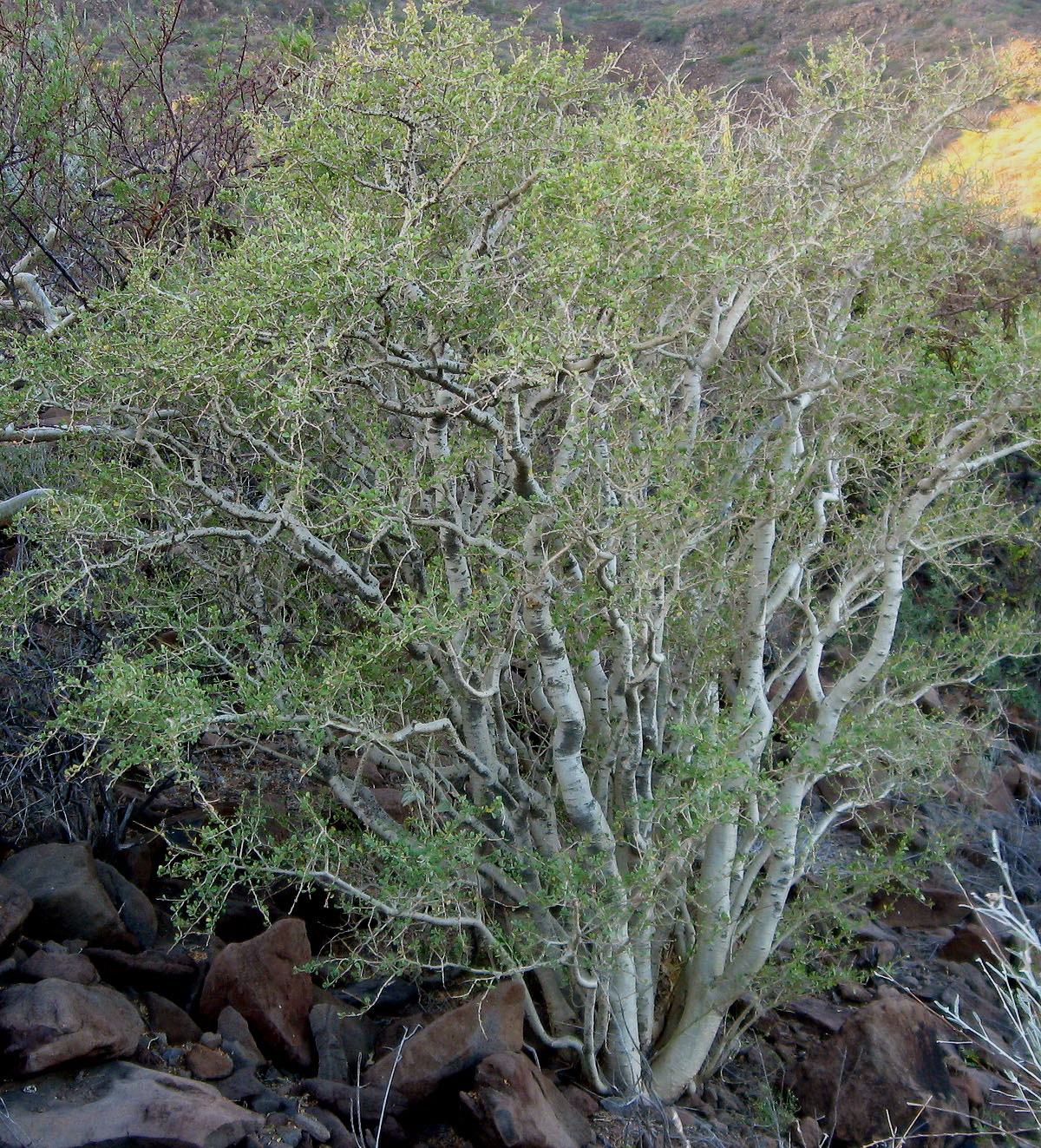